# حبار
الحَبَابير (المفرد: حَبَّار) (الاسم العلمي: Sepiida) هي حيوانات بحرية تتبع طائفة رأسيات الأرجل من شعبة الرخويات.
وطائفة رأسيات الأرجل تشتمل على الحبابير ، والأخطبوطات، والنواتيّ ، للحبابير صدفة كلسية داخلية تسمى بلسان البحر (وهي عبارة عن صدفة كلسية داخلية تمتلئ فراغاتها بغاز وبتغيير كمية الغاز يستطيع الحبار أن يتحكم بالطفو والغوص). مدة حياتها تتراوح بين سنة إلى سنتين.

## تسمية أخرى
ورد في المعجم الكبير لمجمع اللغة العربية في مصر أن الخَذّاق سمكة لها ذوائب كالخيوط إذا صيدت خَذَقَت في الماء (معناها ذرقت كما يقال للطير) (عن ابن عباد) ولعله الحبار.
يُسمّى الحبار في بعض دول الخليج العربي باسم: الخثّاق.

## صفته
للحبار بؤبؤان كبيران يتخذان شكل يشبه حرف (W) في الضوء ويتغيّر إلى شكل دائري (O) في الظلام، وُثمانِ أذرع. ومجسّان - مفردها (مِجَسّ) - ويحتويان على مِمَصّات مُسننة التي بوساطتها تمسك بالفرائس. أطوال الحبابير تتراوح بين 15 و 25 سنتيمتراً وأطول أنواع الحبابير يبلغ 50 سنتيمتراً (طول الصدفة الداخلية أو الدثار) ووزنه 10.5 كيلوغرام وهو المسمى بالحبار الأسترالي الضخم (Sepia apama) وفم الحبار عبارة عن منقار يحتويّ على سُم يشل الفريسة.
عينا الحبّار تكونان على شكل حرف W في الضوء الساطع، ولكنها تتحول إلى شكل دائري في الظلام لزيادة استقبال كمية الضوء.

## التغذية
يتغذّى الحبار بالرخويات الصغيرة والسرطان والروبيان (الجمبري) والسمك و الأُخطُبوطات والديدان والحبابير الأخرى.

## المفترسات
المفترسات للحبار تشتمل على الدلافين والقروش والسمك والفُقمات (عجول البحر) والطيور البحرية والحبابير الأخرى.

## الدماغ
تعدّ الحبابير - حسب الدراسات الحديثة - من أذكى اللافقاريات. وإن نسبة حجم دماغها إلى جسمها هي الأكثر في كل أجناس اللافقاريات.

## صور متنوعة

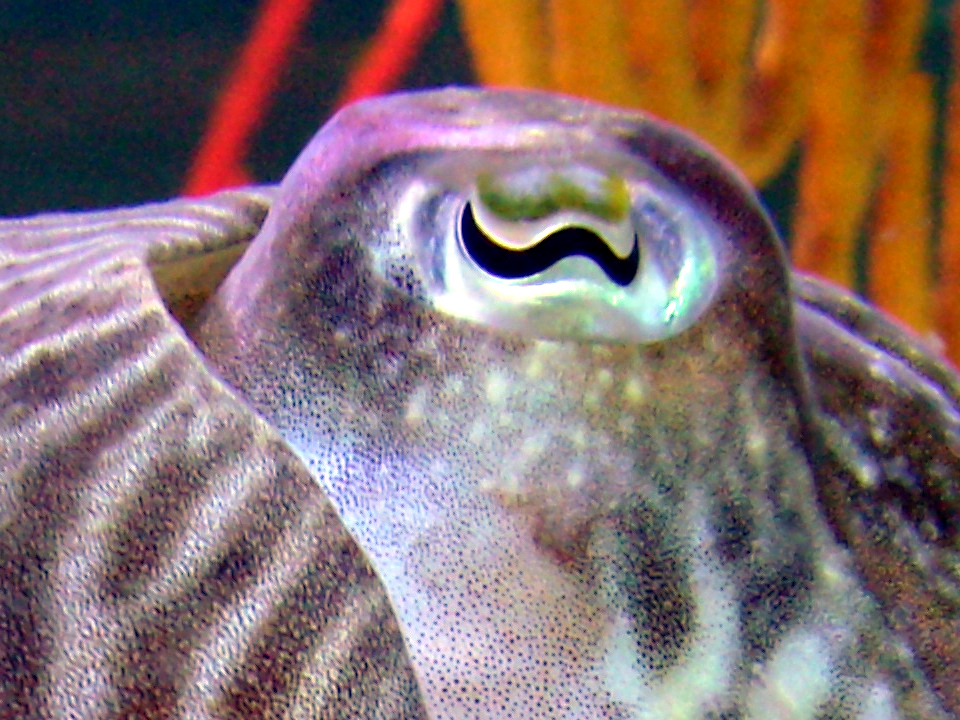
عين الحبّار تكون على شكل حرف W في الضوء الساطع، ولكنها تتحول إلى شكل دائري في الظلام.
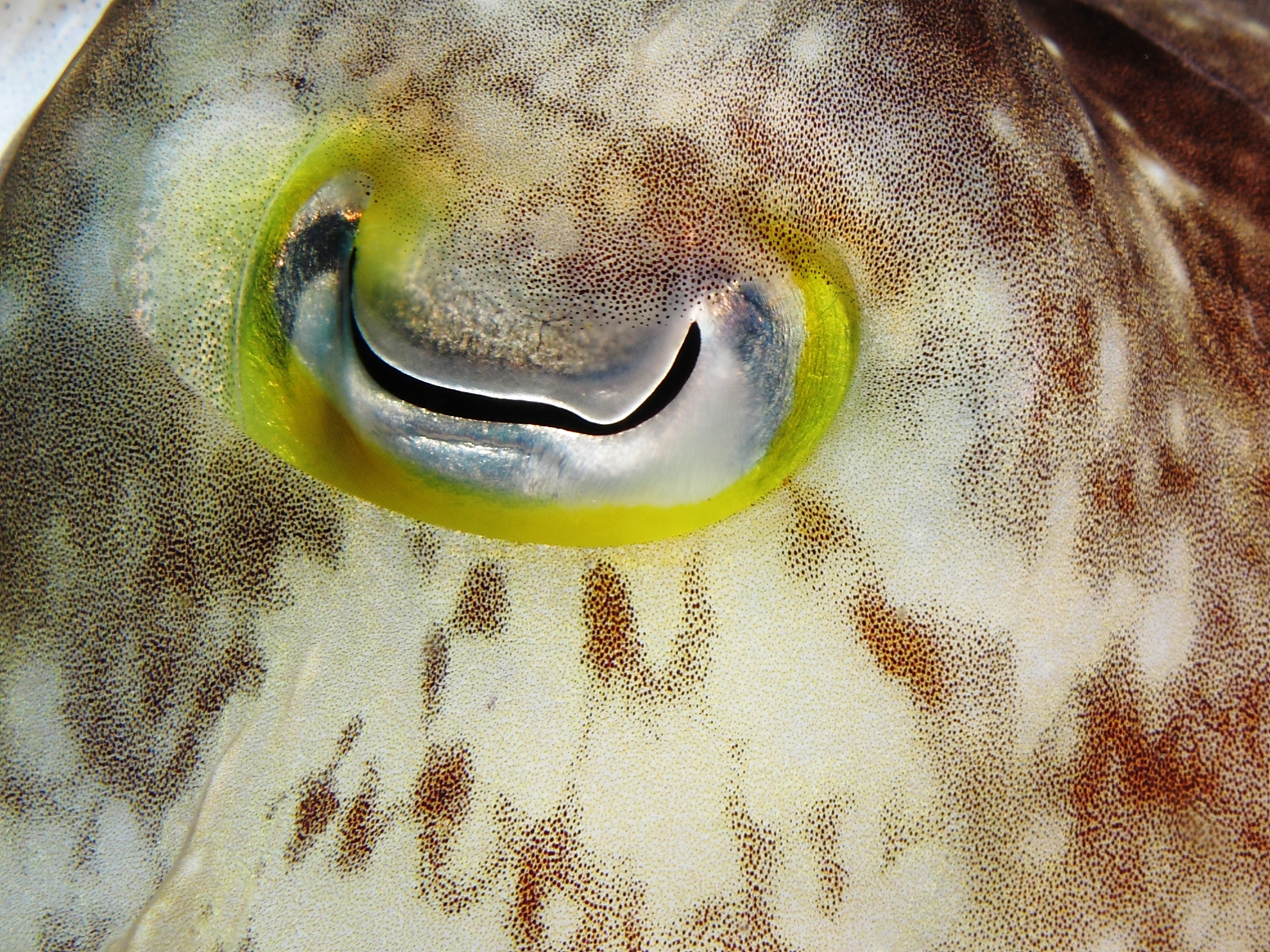
صورة مقربة لعين الحبار.
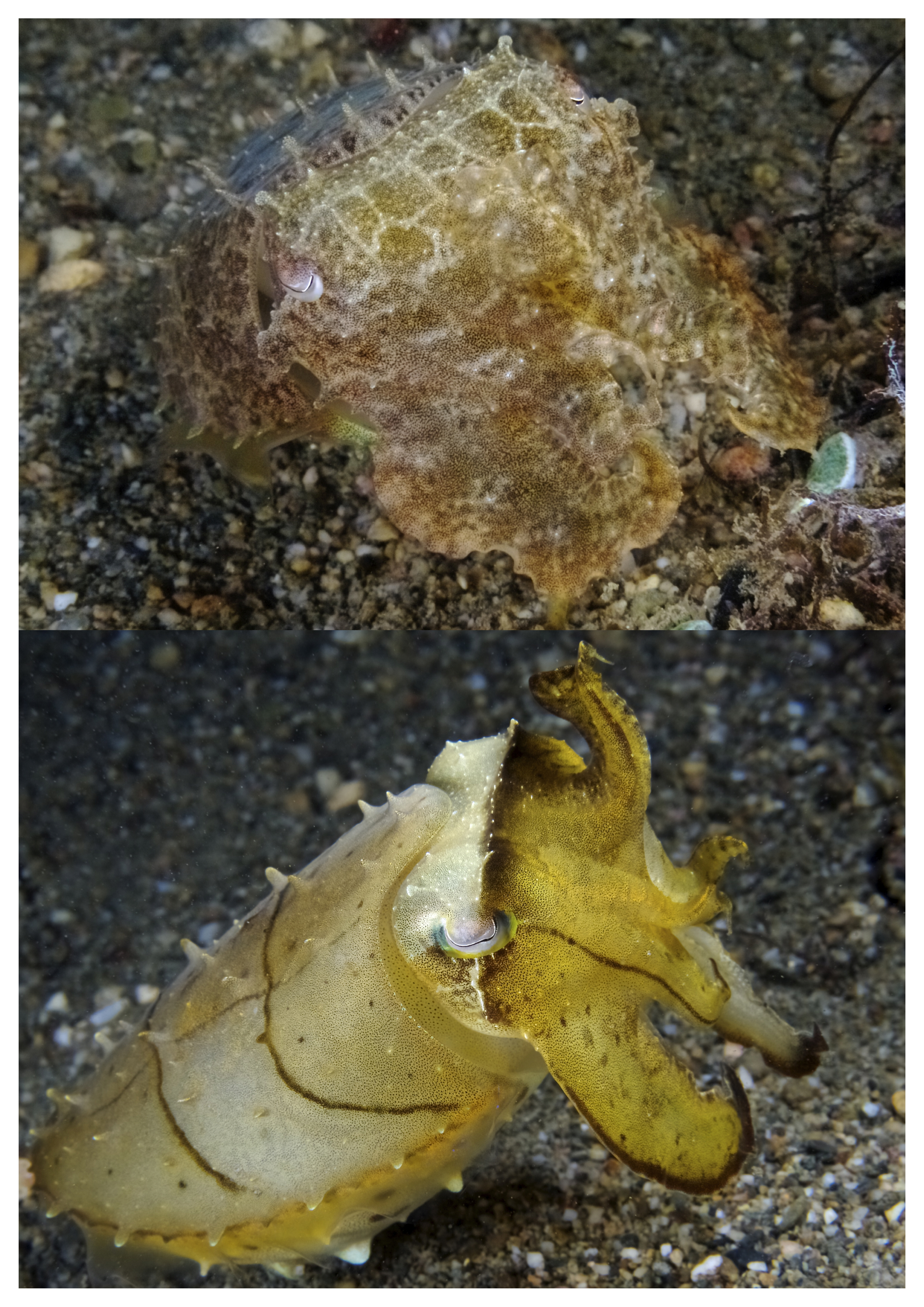
هذا النوع من الحبّار (Sepia latimanus) يستطيع أن يغير تمويهه من اللونين الجوزي والأسمر إلى اللون الأصفر ذي الإنبلاجات (highlights) الداكنة في أقل من ثانية.
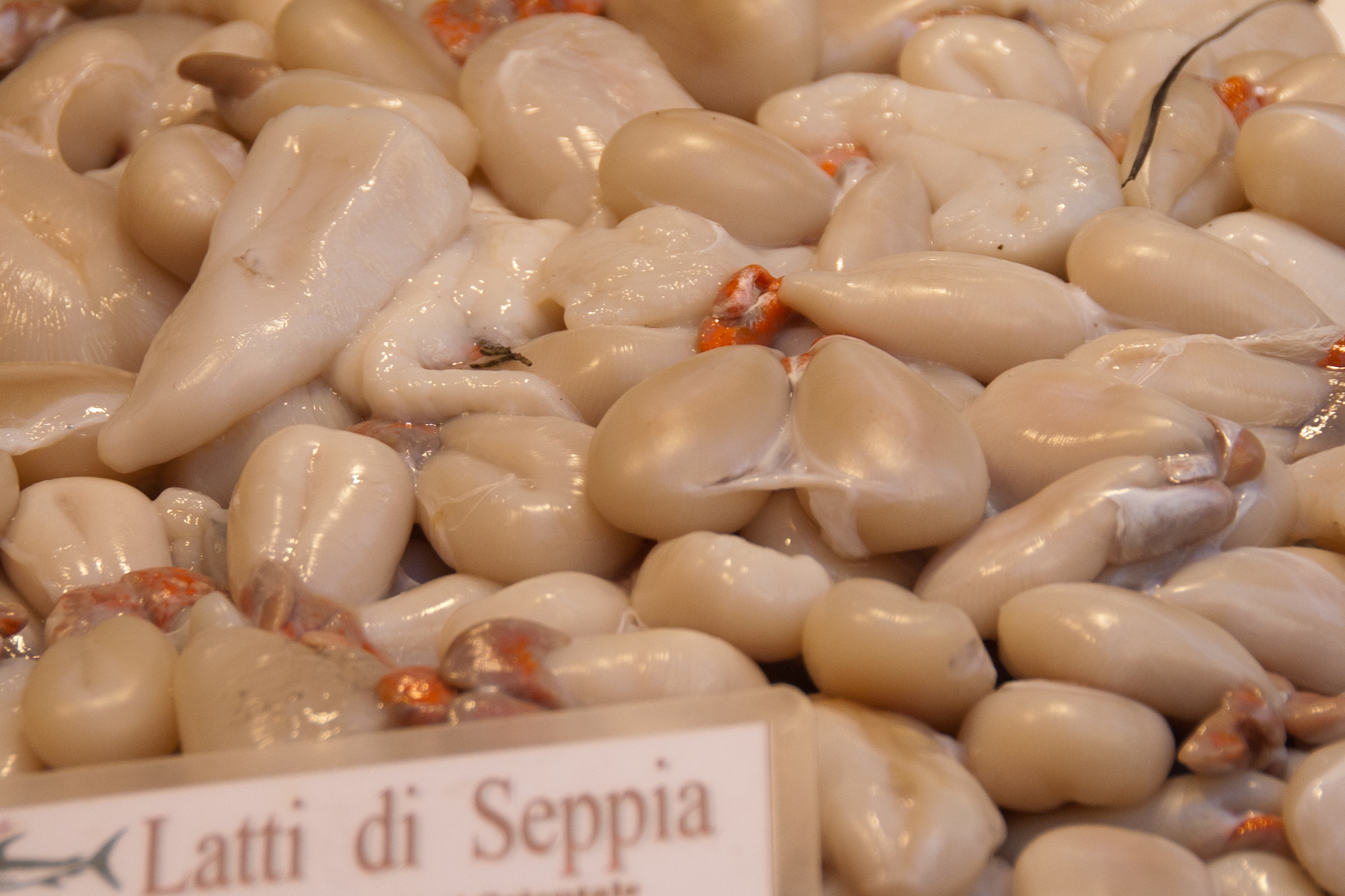
بيض الحبّار.
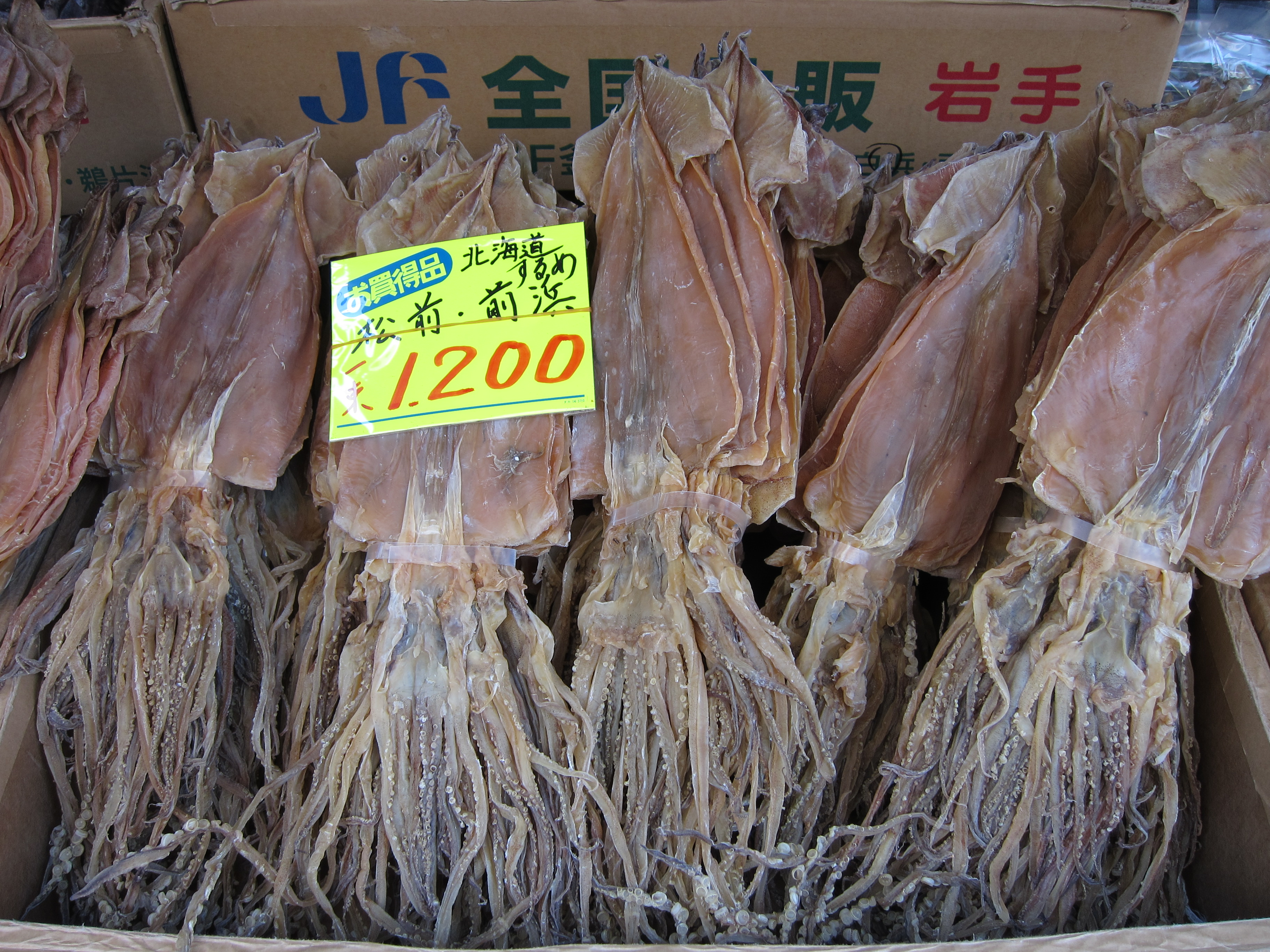
حبّار مجفف مُعدّ للطهي.
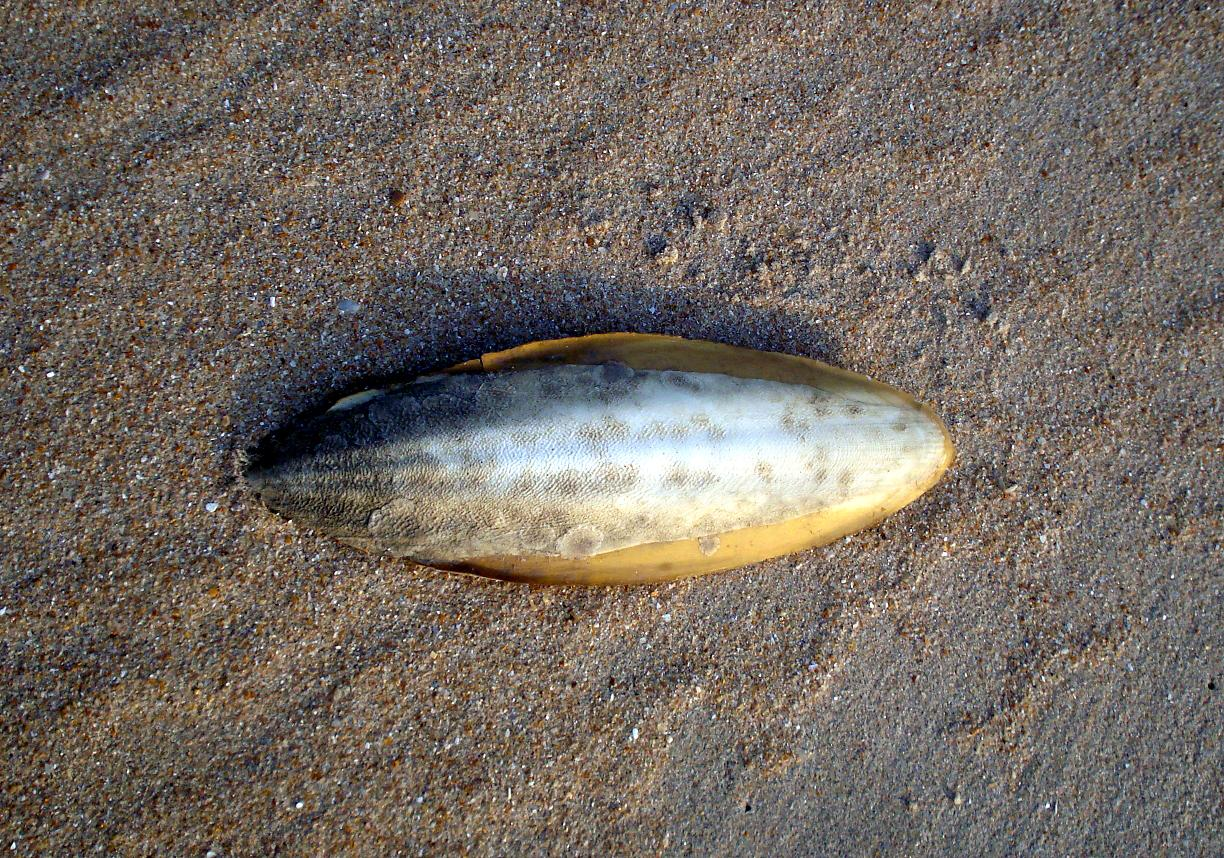
لسان البحر (عظمة الحبّار Cuttlefish bone). تكون بداخله، وهي مسامية تجعله يتحكم في مستوي الطفو في الماء عن طريق ملء العظمة بالغاز والسائل (مثل الغواصة)، وهى غنية بالمعادن المطلوبة لتربية الببغاوات والطيور.
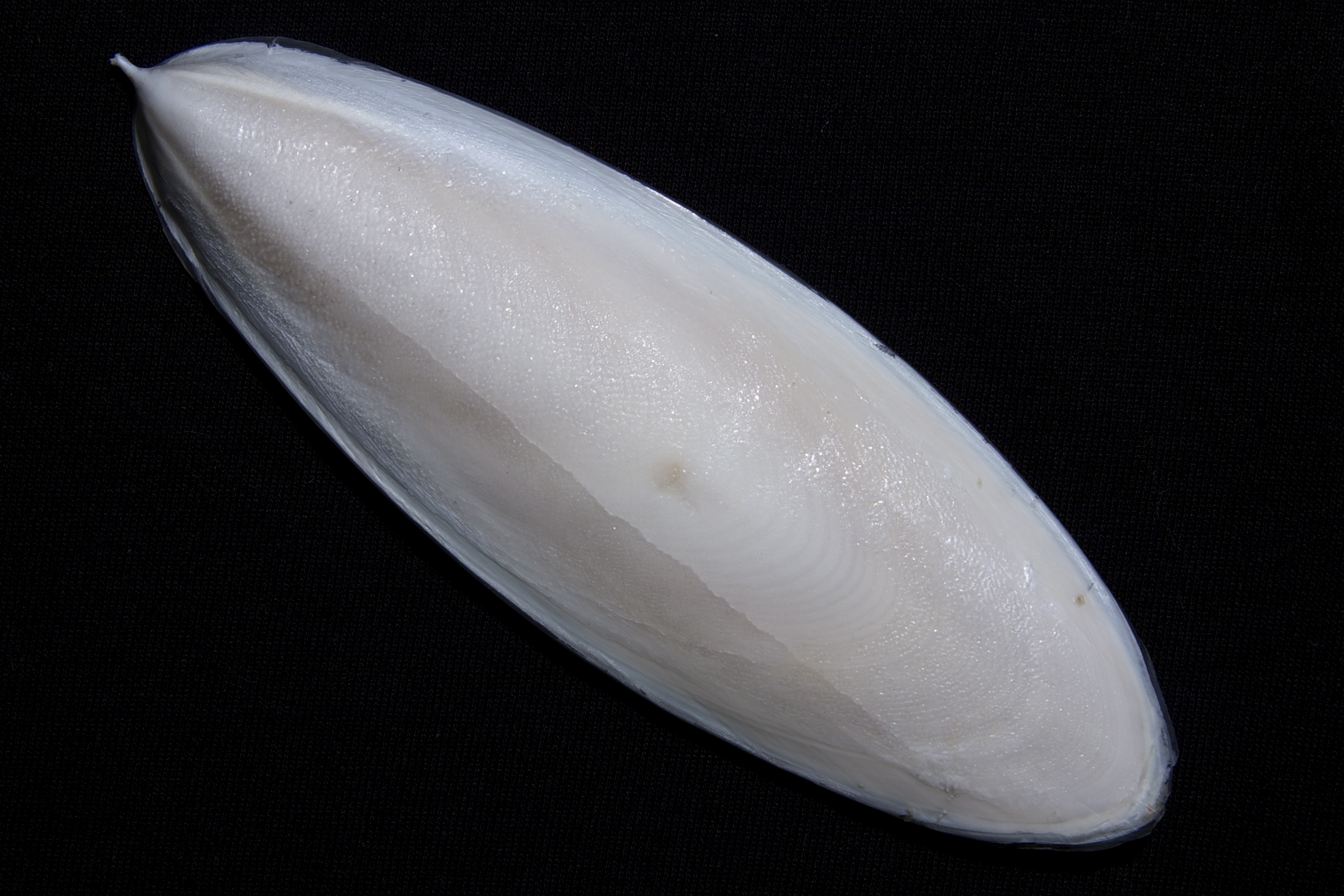
لسان البحر (عظمة الحبّار Cuttlefish bone).
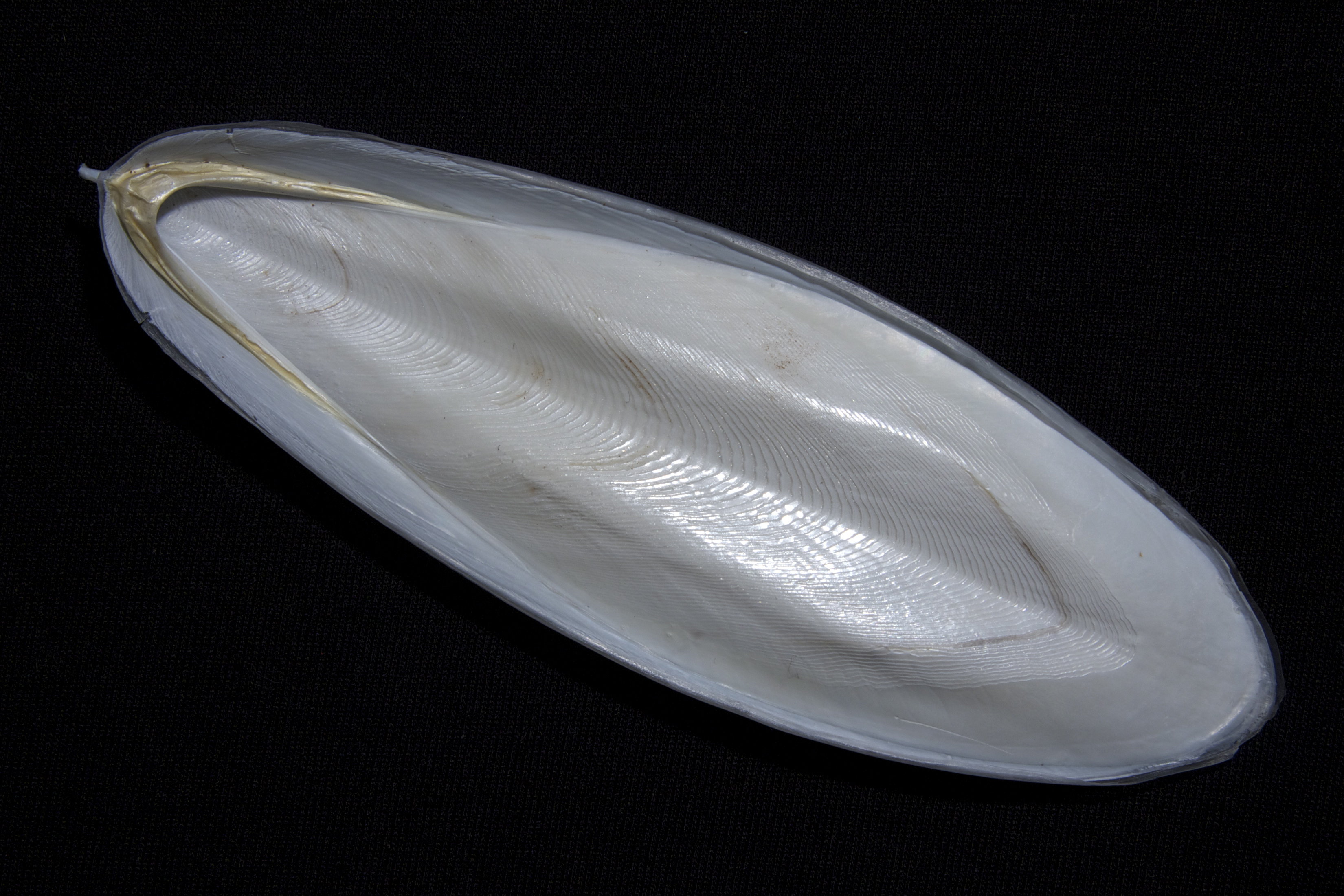
لسان البحر (عظمة الحبّار Cuttlefish bone).